# Red Rocket
Red Rocket ist ein Filmdrama von Sean Baker, das im Juli 2021 bei den Internationalen Filmfestspielen von Cannes seine Premiere feierte und am 10. Dezember 2021 in die US-Kinos kam.

## Handlung
Der ehemalige männliche Pornostar Mikey „Saber“ Davies aus L. A. kehrt zum ersten Mal seit 17 Jahren in seine Heimatstadt Texas City zurück, um einen Neuanfang zu wagen. Nach einer zweitägigen Busfahrt und mit nur 22 Dollar in der Tasche kommt er im bescheidenen Haus seiner geschiedenen Frau sowie ehemaligen Pornodarstellerin Lexi an, mit der er offiziell noch verheiratet ist, und ihrer Mutter Lil. Mikey fleht die beiden an, in ihrem Haus wohnen zu können. Lexy und Lil stimmen widerstrebend zu, bestehen aber darauf, dass Mikey sich einen Job sucht und sich um den Haushalt kümmert. Im Laufe des Tages hat Mikey mehrere Vorstellungsgespräche, doch keiner der Arbeitgeber ist daran interessiert, einen ehemaligen Pornodarsteller einzustellen. Verzweifelt wendet er sich an die Drogendealerin Leondria und hilft ihr als Dealer aus. Da er kein Auto hat, ist er ständig mit Lexis altem Kinderfahrrad unterwegs. 
Nachdem Mikey mehrere Nächte auf der Couch geschlafen hat, beginnt er mit Lexi eine sexuelle Beziehung und teilt mit ihr später das Schlafzimmer. Mikey gibt Lexi und Lil eine Monatsmiete im Voraus und nimmt sie zur Feier mit in einen Donut-Laden, wo die 17-jährige Rayle „Strawberry“ arbeitet. Mikey schaut nun öfter im Donut-Laden vorbei und überredet Rayle, ihn Marihuana an die Bauarbeiter verkaufen zu lassen, die den Laden häufig nach Feierabend besuchen. Sie beginnen bald eine sexuelle Beziehung. Eines Abends spielt sie ihm eine Klavierversion von „Bye Bye Bye“ von NSYNC vor.
Mikey freundet sich auch mit Lexis Nachbarn Lonnie an, auf den Lexi aufgepasst hat, als dieser noch ein kleiner Junge war. Sie verbringen einige Zeit miteinander, aber während eines Besuchs in einem Einkaufszentrum erfährt Mikey, dass Lonnie sich bloß als ein falscher Armeeveteran ausgibt, um US-Flaggen zu verkaufen. Lonnie wird von zwei echten Veteranen, die ihn durchschauen, gedemütigt und in den Brunnen des Einkaufszentrums geworfen. 
Mikey überredet Strawberry, mit ihrem Freund Nash Schluss zu machen. Nash und seine Eltern stellen Mikey auf dem Parkplatz des Donut-Ladens daraufhin zur Rede und verprügeln ihn.
Mikey versucht wiederholt, Strawberry zu überreden, mit ihm nach Los Angeles zu ziehen, um eine Karriere als Pornodarstellerin zu beginnen, die er fördern möchte und zugleich sein Comeback ins Porno-Geschäft bedeuten könnte. Sie kommen sich näher, was dazu führt, dass er sich zunehmend von Lexi distanziert. Als er für ein Wochenende mit Strawberry verschwindet, wird Lexi misstrauisch und es kommt zu einem Streit. Mikey rechtfertigt sich und zeigt ihr das Geld, dass er mit dem Verkauf von Drogen verdient hat. 
Während der Fahrt in Lonnies Auto erzählt Mikey von seinen Plänen mit Strawberry, was Lonnie ablenkt. Lonnie nimmt viel zu spät die Ausfahrt und verursacht somit eine große Massenkarambolage, bei dem es mehrere Verletzte gibt. Sie fliehen unerlaubt vom Unfallort und Mikey fleht Lonnie an, ihn als Zeugen zu verschweigen. Lonnie übernimmt daraufhin gegenüber den Behörden alleine die Verantwortung für den Unfall, nachdem er verhaftet wird.
Mikey nimmt den Unfall als Vorwand, besucht Strawberry im Donut-Laden und bittet sie, mit ihm nach Los Angeles zu kommen und ihre Pornokarriere zu starten. Sie stimmt zu und kündigt ihren Job. In dieser Nacht verkündet Mikey gegenüber Lexi, dass er am nächsten Morgen nach Los Angeles aufbrechen werde. Noch in derselben Nacht tauchen Lexi und Lil mit Hilfe von June und ihren Brüdern in Mikeys Schlafzimmer auf. Sie nehmen unter Androhung von Gewalt die 3.000 Dollar von Mikey an sich, die er mit dem Verkauf von Drogen verdient hat. Mikey flieht nackt aus dem Schlafzimmerfenster und rennt zu Leondrias Haus, wo er sie anfleht, ihm sein Geld zurückzugeben. Sie erklärt ihm, dass er nicht das Marihuana an die Bauarbeiter verkaufen hätte sollen und gibt Mikey bloß 200 Dollar. Sie sagt ihm, er solle gehen, sonst werde er verprügelt. Gedemütigt verlässt er das Haus mit ein paar Habseligkeiten in einem Müllsack. Nachdem er die ganze Nacht zu Fuß zu Strawberrys Haus unterwegs war, stellt er sich vor, wie sie freudestrahlend mit einem Bikini bekleidet die Tür öffnet, während ihm Tränen in die Augen treten.

## Produktion

### Filmstab und Handlungszeitraum
Regie führte Sean Baker, der gemeinsam mit Chris Bergoch auch das Drehbuch schrieb. Bergoch hatte zuvor bereits an den Drehbüchern für Bakers Filme The Florida Project, Tangerine L.A. und an Starlet mitgewirkt. Während sie sich in Starlet mit der Pornoszene im San Fernando Valley beschäftigten, in Tangerine L.A. eine Transgender-Prostituierte ins Zentrum stellten und in The Florida Project eine alleinerziehende Mutter am Existenzminimum, rückten sie in Red Rocket einen einzelnen Pornodarsteller für eine Milieustudie in den Mittelpunkt. Peter Debruge von Variety erklärt, so sei Red Rocket der vierte Teil einer inoffiziellen „Sexworker-Quadrilogie“ des Regisseurs geworden. Baker erklärte zu dieser Reihe von Sexwork-Filmen, zu der auch Red Rocket zählt, und die alle im gleichen Milieu angesiedelt sind, er wolle damit die Sexworker von einem Stigma befreien.
Für den Film wurden Pornodarsteller und auch Sexarbeiterinnen zur Beratung hinzugezogen. „Mich interessierte in meinen Filmen immer die sogenannte Underground-Economy“, so Baker, und in diesem Bereich sei die Sexarbeit der faszinierendste Teil. Während die einen darin einen Ausdruck wirtschaftlicher Freiheit sehen würden, wiesen die anderen auf die Aspekte patriarchaler Unterdrückung hin. Für Baker haben beide Aspekte ihre Gültigkeit. Zu seinen Gründen, den Film im Vorfeld der Wahlen 2016 im industriellen Texas City spielen zu lassen, erklärte Baker: „Egal, auf welcher Seite des Ganges Sie in den USA stehen, wir haben den Sieg Trumps nicht kommen sehen […] Es war eine große Wendung, fast wie eine Filmdrehung. Rückblickend auf diese Zeit war es fast so, als würde man auf eine Unschuld zurückschauen, auf eine Naivität. Also fand ich das eine faszinierende Struktur, wo ich meinen Film platzieren sollte.“

### Besetzung und Dreharbeiten

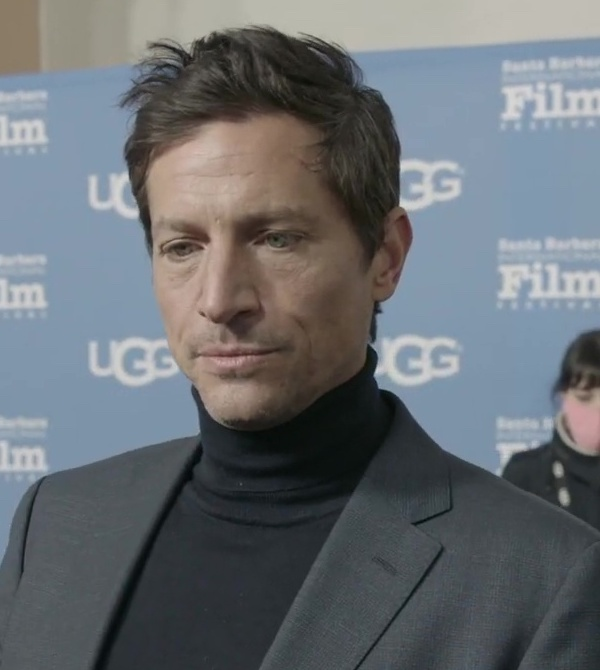
Simon Rex spielt Mikey Saber

Simon Rex spielt in der Hauptrolle Mikey Saber. Der Schauspieler stand wie dieser in seiner frühen Karriere in den 1990er Jahren selbst in drei Pornofilmen unter einem Pseudonym für Masturbationsszenen vor der Kamera. Die Theaterschauspielerin Bree Elrod, die seine Noch-Ehefrau Lexi spielt, war bereits in Shutter Island in einer kleinen Nebenrolle zu sehen. Brenda Deiss spielt deren Mutter Lil. Suzanna Son, die Raylee spielt, die von Mikey „Strawberry“ genannt wird, hat in Red Rocket ihre erste Filmrolle überhaupt nach einigen vorherigen Auftritten in Musikvideos. Shih-Ching Tsou, die auch eine der Produzentinnen des Films ist, spielt Raylees Chefin Ms. Phan und Parker Bigham ihren Quasi-Freund Nash. In weiteren Rollen sind Marlon Lambert als Mikeys ehemaliger Klassenkamerad Ernesto, Judy Hill als dessen Mutter Leandria, Ethan Darbone als Lexis Nachbar Lonnie und Brittany Rodriguez in der Rolle von June zu sehen.
Gedreht wurde Red Rocket während der Coronavirus-Pandemie in den Herbst 2020 hinein in Texas, in der Gegend von Galveston unter strengen Hygienebedingungen. Als Kameramann fungierte Drew Daniels, der für seine letzte Arbeit an Waves viel Lob erhalten hatte. Daniels drehte Red Rocket auf 16-mm-Filmmaterial. Baker hatte sich nach eigenen Aussagen stilistisch an Filmen der 1970er Jahre orientieren wollen, so an Euro-Crime-Filmen, und vermischte dies mit der Ästhetik von Steven Spielbergs Sugarland Express.

### Marketing und Veröffentlichung
Die Premiere erfolgte am 14. Juli 2021 bei den Internationalen Filmfestspielen von Cannes, wo der Film um die Goldene Palme konkurriert. Anfang September 2021 wurde er beim Telluride Film Festival und beim Festival des amerikanischen Films in Deauville im Hauptwettbewerb vorgestellt und Ende September, Anfang Oktober 2021 beim New York Film Festival gezeigt. Anfang Oktober 2021 wurde er beim Filmfest Hamburg vorgestellt, im weiteren Verlauf des Monats beim London Film Festival, beim Busan International Film Festival und bei der Viennale. Anfang Oktober 2021 wurde auch der erste Trailer vorgestellt. Anfang Dezember 2021 veröffentlichte A24 mit einer Coverversion von Bye Bye Bye von *NSYNC durch die Schauspielerin Suzanna Son den ersten Song aus dem Film. A24 hat die Vertriebsrechte für Nordamerika, wo der Film am 10. Dezember 2021 veröffentlicht wurde. Anfang Dezember 2021 wird Red Rocket auch bei Around the World in 14 Films in Berlin gezeigt. Ende Februar, Anfang März 2022 wurde er beim Internationalen Film Festival in Belgrad vorgestellt und hiernach beim Glasgow Film Festival. Am 14. April 2022 kam Red Rocket in die deutschen Kinos.

## Rezeption

### Altersfreigabe
In den USA erhielt der Film von der MPAA ein R-Rating, was einer Freigabe ab 17 Jahren entspricht. In Deutschland ist der Film FSK 16. In der Freigabebegründung heißt es, der Film stelle eine unmoralische Figur in den Mittelpunkt, jedoch ohne ihr Verhalten zu verherrlichen, zeige Drogenkonsum, enthalte mehrere sexuelle Szenen und eine drastisch sexualisierte Sprache. In Österreich wurde er von der Jugendmedienkommission ebenfalls ab 16 Jahren freigegeben.

### Kritiken
Der Film konnte bislang 90 Prozent aller bei Rotten Tomatoes erfassten Kritiken überzeugen und erhielt hierbei eine durchschnittliche Bewertung von 7,9 der möglichen 10 Punkte. Damit belegte er einen der vorderen Plätze der im Wettbewerb in Cannes vorgestellten Filme. Auf Metacritic erhielt der Film einen Metascore von 76 von 100 möglichen Punkten.
David Rooney von The Hollywood Reporter beschreibt den Protagonisten Mikey Saber als einen im Grunde charismatischen Dummkopf, der andere nur für seine Zwecke benutzt, und einen Loser. Er verkörpere zugleich auch Menschen mit diesem Trumpschen Ethos, die große Reden schwingen und leere Versprechungen machen, die andere nach bestem Können aussaugen und dann einfach unbeschadet weitermachen. Teilweise betrüge er sich dabei selbst, teilweise sei sein Verhalten kalkuliert. Mikey habe durchaus Einfühlungsvermögen, und ihm fehle es auch nicht an Humor, doch sei er eigentlich eine narzisstische Person, die nichts aus erlebten Fehlschlägen und Demütigungen lernt.

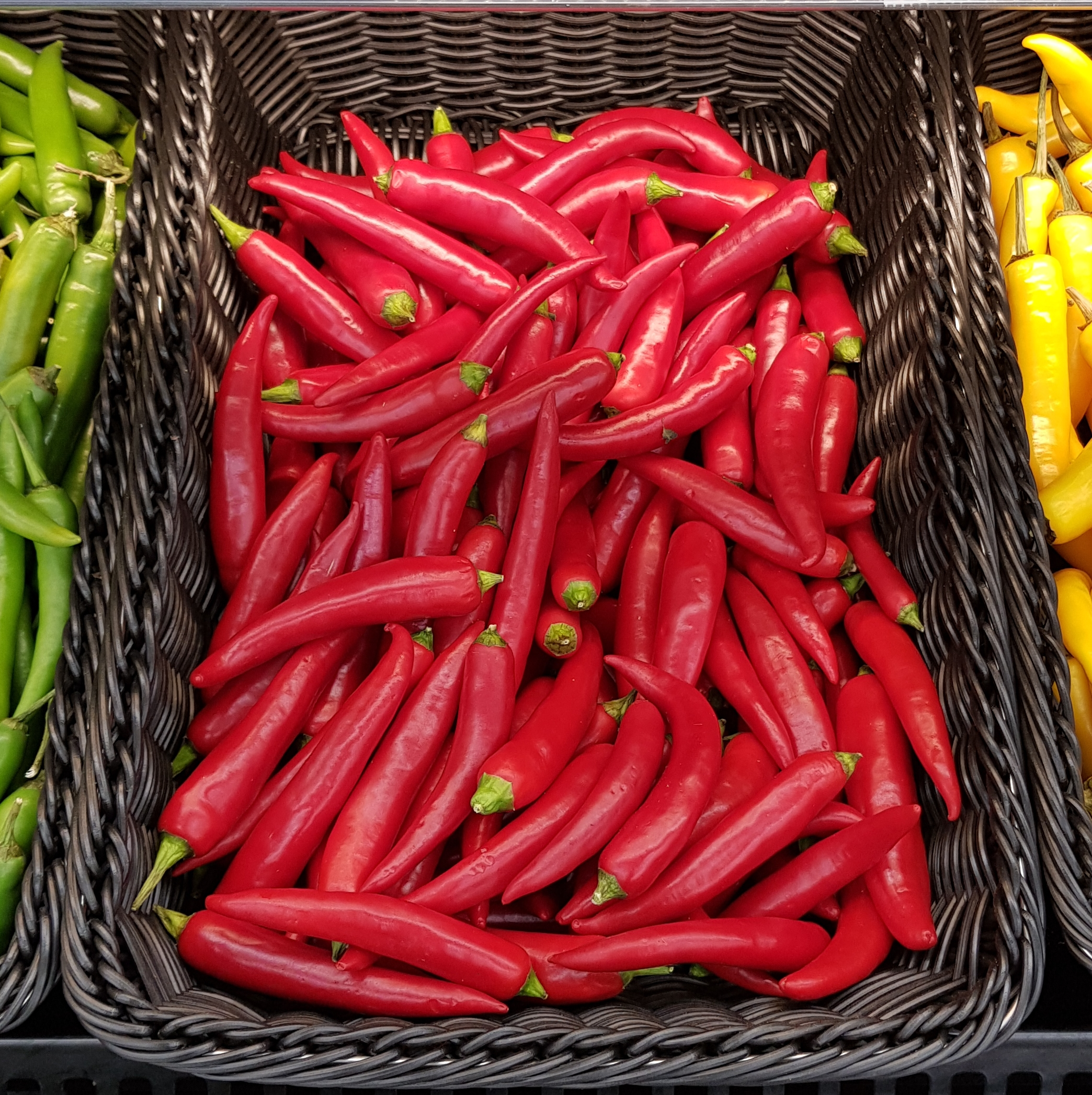
Als „Red Rocket“ bezeichnet man im Englischen unter anderem einige rote Chili-Sorten oder wegen der ähnlichen Form auch den Penis eines Hundes

Thomas Schultze beschreibt ihn in Blickpunkt:Film als ein kleines Wunder, als Stehaufmännchen und als jemanden, der nicht nur seiner Umwelt so lange ein Ohr abkaut, bis sie ihm glaubt, sondern selbst auf seinen ewigen Bullshit reinfällt, und man schaue diesem großen Arschloch gerne dabei zu. Die Genialität von Sean Bakers Ansatz bei seinen Filmen sei, dass er nicht Geschichten erzählt, für die er sich Kulissen sucht, sondern dass er seine Geschichten aus der Welt heraus entwickelt, in denen sie spielen. Das habe für die Motels und ihre Einwohner in The Florida Project gegolten, bei dem man nicht wusste, wo die Fiktion anfängt und die Realität endet, und so verhalte es sich auch in Red Rocket. Hier richte sich Mikey wie ein Parasit, entsprechend seinem üblichen Modus Operandi in Texas City ein und wirke dabei wie einer der vielen Checker und Glücksritter des aus dem Leben gegriffenen Kinos eines Robert Altman. Er sei wie Johnny Boy aus Martin Scorseses Mean Streets: „ein Nichtsnutz, ein Taugenichts, aber wie eine ferngesteuerte Lenkrakete, wenn es darum geht, sich bei anderen einzuschmeicheln“, so Schultze.
Peter Debruge von Variety bemerkt, auch im Hinblick auf Bakers frühere Filme, die er als dessen inoffizielle „Sexworker-Quadrilogie“ bezeichnet, der Regisseur scheine es zu mögen, dass Filme über Pornostars, Escorts und dergleichen ein Publikum gleichzeitig schockieren und elektrisieren können. Dennoch beweise Baker großen Respekt für solche marginalen oder anrüchigen Mitglieder der Gesellschaft, die er in ähnlicher Weise hochleben lässt, wie es Honoré de Balzac getan hat. Auch wären all diese Charaktere in einer Folge der Jerry Springer Show gut aufgehoben. Zudem bemerkt Debruge, Suitcase Pimp wäre ein vielleicht passender Filmtitel gewesen als Red Rocket, was auch die Bezeichnung für die Erektion eines Hundes ist, da Mikey seine Karriere im Erwachsenenfilm im Wesentlichen darauf aufgebaut hat, die Frauen zu „managen“, mit denen er schläft.
Pat Brown vom Slant Magazine bemerkt in seiner Kritik, wie bereits in The Florida Project zeige Baker auch in Red Rocket einmal mehr die Schattenseite des kapitalistischen Systems in den USA und auch die andere Seite der Medaille des Lebensstils des Protagonisten. Mikey sei im Film der einzige, der auf sich allein gestellt ist. Während Lil und Lexi aufeinander aufpassten, Leandria ihre Familie im Rücken hat und sogar Raylee und Frau Phan, die Besitzerin des Donut-Ladens, ein Team bildeten, sei Mikey als großschwänziger Loser mit Größenwahn ein Einzelner in der Menge, der alle um ihn herum, die er nicht für seine Zwecke instrumentalisieren kann, einfach nicht wahrnimmt.

### Auszeichnungen (Auswahl)
Around the World in 14 Films 2021
- Nominierung im Wettbewerb[35]

Festival des amerikanischen Films 2021
- Nominierung im Hauptwettbewerb (Sean Baker)
- Auszeichnung mit dem Preis der Jury
- Auszeichnung mit dem Kritikerpreis[15][36]

Gotham Awards 2021
- Nominierung für das Beste Drehbuch (Sean Baker und Chris Bergoch)
- Nominierung als Bester Darsteller (Simon Rex)
- Nominierung als Beste/-r Nachwuchsdarsteller/-in (Suzanna Son)[37]

Independent Spirit Awards 2022
- Auszeichnung als Bester Hauptdarsteller (Simon Rex)
- Nominierung als Beste Nebendarstellerin (Suzanna Son)[38][39]

Internationale Filmfestspiele von Cannes 2021
- Nominierung für die Goldene Palme (Sean Baker)

Los Angeles Film Critics Association Awards 2021
- Auszeichnung als Bester Hauptdarsteller (Simon Rex)

National Board of Review Awards 2021
- Aufnahme in die Top-Ten-Filme[40]

San Sebastián International Film Festival 2021
- Nominierung für den Publikumspreis[41]